# Philiolaus maesseni
Philiolaus maesseni är en fjärilsart som beskrevs av Henry Stempffer och Bennett 1958. Philiolaus maesseni ingår i släktet Philiolaus och familjen juvelvingar. Inga underarter finns listade i Catalogue of Life.